# Monte Mazzaro
Il monte Mazzaro (1.739 m s.l.m.) è una montagna delle Alpi Biellesi.

## Descrizione

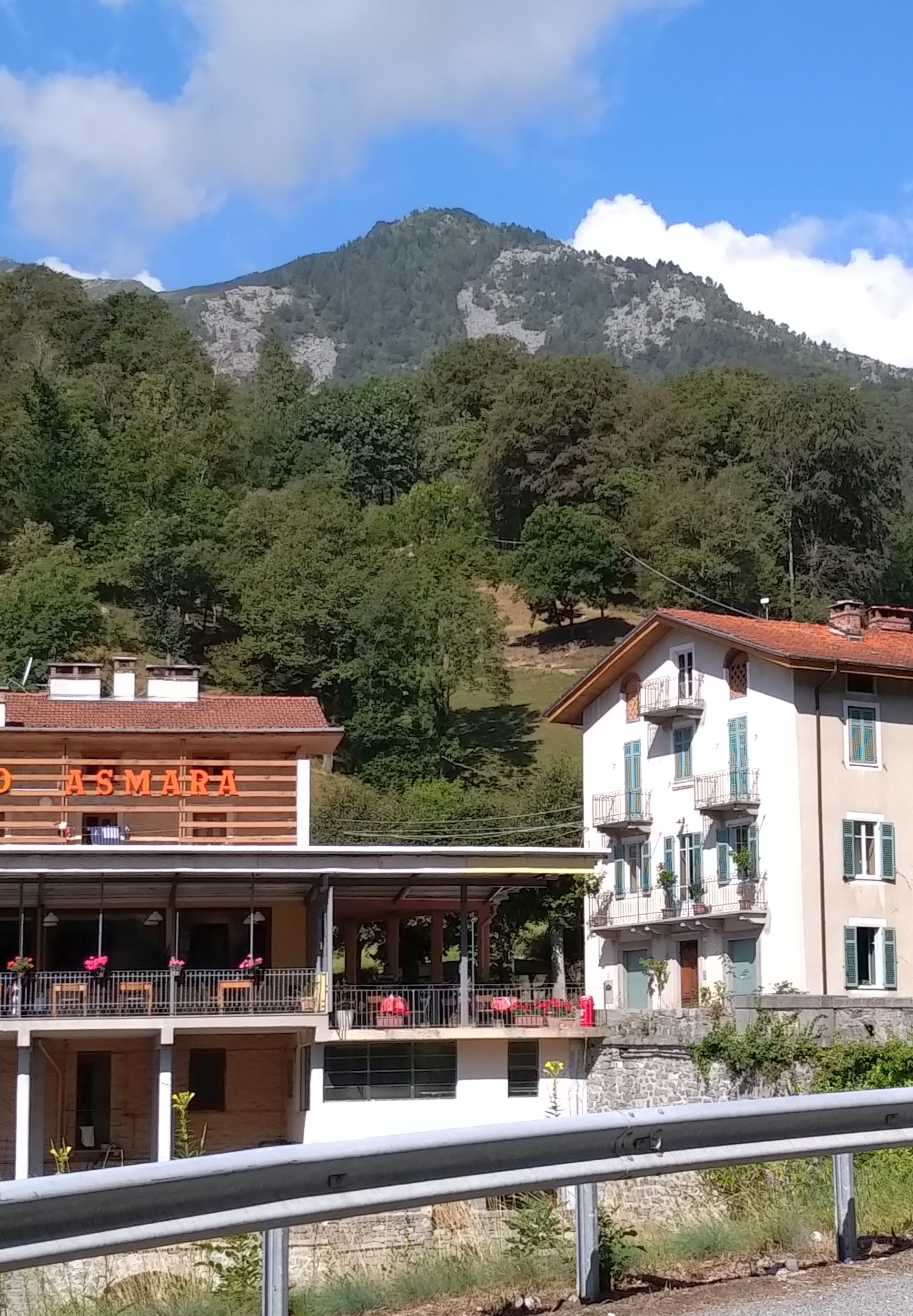
Vista dalla strada di fondovalle

La montagna si trova in provincia di Biella (BI) lungo lo spartiacque tra due valloni laterali della valle Cervo, quello del Pragnetta, che scende a Rosazza, e quello del rio Bele/rio degli Ondini, che scende verso Campiglia Cervo. Domina il Santuario di San Giovanni d'Andorno. Alle sue falde si trovano alcune cave di sienite.

## Escursionismo
Si può salire sul Monte Mazzaro per sentieri non troppo evidenti partendo dal Santuario di San Giovanni d'Andorno.